# Idioma yuki (Bolivia)
El yuqui, escrito también como yuki, es una lengua tupí-guaraní que se habla en el departamento de Cochabamba en Bolivia. El nombre yuki es utilizado para hacer referencia tanto a la lengua como a sus hablantes.
Desde la promulgación del decreto supremo N.º 25894 el 11 de septiembre de 2000 el yuki es una de las lenguas indígenas oficiales de Bolivia, lo que fue incluido en la Constitución Política al ser promulgada el 7 de febrero de 2009.

## Situación actual
El idioma yuki cuenta con aproximadamente 140 hablantes y, por lo tanto, se encuentra en serio peligro de extinción (Crevels y Muysken, 2009:15).  Se trata, además, de una lengua en cuyos hablantes se aprecia un alto grado de bilingüismo yuki-castellano (Villafañe, 2004).

## Aspectos históricos
No hay muchas referencias históricas sobre esta etnia. Como afirma Villafañe (2012), se sabe que fueron grupos nómadas que se desplazaron por un extenso territorio hasta el primer contacto con los misioneros. Este territorio comprendería la provincia de Ichilo, la parte norte de la provincia de Carrasco y partes orientales de la provincia del Chapare (Montaño Aragón, 1987). Según la autora, esta etnia fue siempre confundida con otros grupos aborígenes (sirionó y yurakaré) por habitar un mismo espacio geográfico, por ello, resulta difícil delimitar de manera fehaciente el antiguo hábitat de los yukis, quienes afirman, por lo demás, que sus antepasados provienen del Chapare.

## Clasificación
Según la clasificación de las lenguas tupí-guaraní propuesta por Rodrigues (1984, 1985), basada principalmente en criterios fonológicos, el yuki es una lengua tupí-guaraní que pertenece al subgrupo guarayó. Por otro lado, según la clasificación propuesta por Dietrich (1986), basada en una comparación léxica, gramatical y fonética de las lenguas tupí-guaraní puras, el yuki es una lengua de la rama tupí-guaraní central.

## Esbozo gramatical

### Fonología
El yuki presenta 20 fonemas consonánticos y un sistema vocálico compuesto por diez vocales orales, cinco cortas y cinco largas, y diez vocales nasales, cinco cortas y cinco largas (Villafañe, 2012). 

|            | Bilabiales | Alveodentales | Palatales | Velares | Glotal |
| ---------- | ---------- | ------------- | --------- | ------- | ------ |
| Oclusivas  |            |               |           |         |        |
| Sordas     | p          | t             |           | k kw ky | ʔ      |
| Sonoras    | b          | d             |           | g gw    |        |
| Fricativas |            |               |           |         |        |
| Sordas     |            | s             |           | x xw xy |        |
| Sonoras    |            |               | y         |         |        |
| Africadas  |            |               | č         |         |        |
| Vibrantes  |            | r             |           |         |        |
| Nasales    | m          | n             | ɲ         |         |        |

|       | Anterior | Central | Posterior |
| ----- | -------- | ------- | --------- |
| Alta  | i i:     |         | u u:      |
| Media | e e:     |         | o o:      |
| Baja  |          | a a:    |           |

|       | Anterior | Central | Posterior |
| ----- | -------- | ------- | --------- |
| Alta  | ĩ ĩ:     |         | ũ ũ:      |
| Media | ẽ ẽ:     |         | õ õ:      |
| Baja  |          | ã ã:    |           |

### El sintagma nominal
A continuación, se mencionan algunos rasgos que caracterizan el sintagma nominal en esta lengua (Villafañe, 2012):
- El yuki distingue la posesión alienable e inalienable en los sustantivos. Los sustantivos inalienables (aquellos que denotan partes del cuerpo y relaciones de parentesco) marcan posesión obligatoria a través de prefijos, p. ej. che- '1sg.pos' en che-tegua ‘mi cara’. Los sustantivos alienables (aquellos que designan, por ejemplo, animales domésticos) marcan opcionalmente la posesión a través de los mismos prefijos, p. ej. che-yisiguasu ‘mi paloma’. Existe, además, un grupo de sustantivos no poseídos, como aquellos que designan cuerpos astrológicos, yasi ‘luna', fenómenos naturales, totónai ‘trueno’, y animales salvajes, tatu ‘quirquincho’. El siguiente cuadro muestra los prefijos personales que marcan la posesión de los sustantivos en el yuki. Estos prefijos presentan variantes cuyo uso está sujeto a determinadas reglas.

|      | Singular          | Plural                 |
| ---- | ----------------- | ---------------------- |
| 1.ª. | che-, chi-, ch-   | ore-, (one-) uri-, ur- |
| 2.ª. | de-,( ne-) di-,d- | ñande-, ñandi-,ñand-   |
| 3.ª. | e-, i-            | je-                    |

- En el yuki, los pronombres personales coinciden con los prefijos posesivos, excepto los de tercera persona singular.

| che   | yo                   |
| de    | tú                   |
| ua/e  | él/ella              |
| ore   | nosotros (exclusivo) |
| ñande | nosotros (inclusivo) |
| je    | ustedes              |
| ugũ   | ellos                |

- El yuki presenta un grupo de posposiciones que ocurren siempre detrás de sustantivos y pronombres personales, que sirven para expresar diferentes tipos de relaciones, p. ej. -je 'instrumental' en amaba-je 'con (el) cuchillo' y -saa 'locación' en kalamina-saa 'en el techo'.

| -je   | con       | instrumento             |
| -je   | para, a   | beneficiario            |
| -saa  | en        | locación                |
| -saa  | a, hacia  | dirección               |
| -sui  | de, desde | procedencia/pertenencia |
| -rese | con       | compañía                |
| -rese | sobre     | locación/tema           |
| -jie  | dentro    | locación                |
| -rii  | con       | compañía/instrumento    |
| -rii  | a, por    | locación/causa          |

- En el yuki, los adjetivos, así como los sustantivos, presentan una doble función gramatical: atributiva y predicativa. En función atributiva, los adjetivos califican un sustantivo presentando prefijos y cambios que dependen, además de la forma del adjetivo, de la edad del hablante, p.ej. el prefijo e- '3sg.pos' en yiti e-kira '(la) niña gorda' es una forma generalmente empleada por las personas mayores, mientras que la forma empleada por los jóvenes puede o no presentar prefijos. En función predicativa, los adjetivos atribuyen cualidades a un sujeto, que se expresa en el adjetivo mediante un prefijo posesivo, como p. ej. che- ‘1sg.pos’ en che-rasi ‘estoy enfermo’.
- El yuki presenta, además, un grupo de adjetivos demostrativos posicionales cuyo uso está condicionado por ciertos criterios, como: la naturaleza del objeto al que se hace referencia, su posición (horizontal o vertical), la distancia con respecto al hablante, etc. Por ejemplo, el demostrativo posicional kio, ilustrado en (1), proporciona la siguiente información: la persona o cosa a la que se hace referencia está presente en el momento del habla; se trata de una persona o cosa y no de varias; la persona o cosa está en posición horizontal; la persona o cosa se encuentra muy cerca del hablante; el hablante está presenciando lo que se afirma.

| (1) | che-toa             | kio                                   |
|     | 1sg.pos-vestido     | dem.ps                                |
|     | ‘Mi vestido es este | [este sobre la cama y a la par mía].’ |

### El sintagma verbal
Algunos rasgos que caracterizan el sintagma verbal en el yuki son los siguientes (Villafañe, 2012):
- Los verbos se dividen en tres clases:  transitivo con dos argumentos, intransitivo activo con un argumento e intransitivo estativo con un argumento.  Los prefijos personales que reciben los verbos de las dos primeras clases (ver cuadro 7) son diferentes de aquellos que se marcan en verbos estativos, que se corresponden precisamente con los prefijos posesivos (ver cuadro 4), y varían dependiendo de la raíz a las que se añaden.

|      | Singular               | Plural                            |
| ---- | ---------------------- | --------------------------------- |
| 1.ª. | a-, ai-                | ore-/ ya-, uri-, yai-, one-, oni- |
| 2.ª. | ere-, eri-, ene-, eni- | je-, ji-                          |
| 3.ª. | i-, o-, u-, j-         |                                   |

- El yuki marca los tres tiempos: pasado, presente y futuro. El presente no lleva una marca especial ya que está implícito en los prefijos personales. También puede ocurrir que la oración carezca de marca cuando se hace referencia a un pasado inmediato, como se ilustra en (2).

| (2) | yiti-ño-juã                                                             | i-kie      | u-tai-jie            |
|     | niño-foc-dem.ps                                                         | 3sg-entrar | 3sg.pos.rfl-casa-loc |
|     | ‘El niño entra (ahora) en su casa. / El niño entró (recién) a su casa.' |            |                      |

- El yuki presenta también diversas marcas aspectuales para indicar una acción repetitiva, progresiva, resultativa, silenciosa, etc. Por ejemplo, el sufijo -ji indica una acción repetitiva.

| (3) | yiti-ñongue                        | yibititi-ji   |
|     | niño-pl                            | 3pl.jugar-rep |
|     | ‘Los niños juegan frecuentemente.’ |               |

- En el yuki, se distinguen tres modos: indicativo, imperativo y optativo. El modo optativo, por ejemplo, se expresa a través del prefijo optativo t- e indica deseo o exhortación por parte del hablante. Este prefijo se combina con las formas verbales de la primera persona del singular y plural y de la segunda persona del singular

| (4) | t-a-so                | de-rii      |
|     | opt-1sg-ir            | 2sg.pro-com |
|     | ‘¡Dejáme ir con vos!’ |             |

### La oración
En cuanto a la oración y su estructura, se puede mencionar lo siguiente (Villafañe, 2012):
- Las cláusulas independientes yukis pueden ser transitivas, intransitivas o estativas, según el verbo que las rija (transitivo, si exige un objeto; intransitivo si no lo admite, o estativo). El orden de los constituyentes (sujeto, verbo y objeto) presenta ciertas variaciones. Es muy frecuente el orden OSV (objeto-sujeto-verbo), como se ilustra en (5); con menor frecuencia ocurre el orden SOV; ocurre también, aunque con poca frecuencia, el orden VO en las oraciones transitivas y SV en las intransitivas.

|     | OD                                |                    | S         | V          |           |
| (5) | gu-raa                            | g-uu               | ño-che    | a-guraso   | piri-ya   |
|     | 3sg.pos.rfl-arco                  | 3sg.pos.rfl-flecha | f-1sg.pro | 1sg-llevar | cazar-com |
|     | ‘Llevo arco y flecha para cazar.’ |                    |           |            |           |

- Según su modalidad, las oraciones yukis se clasifican en declarativas, aquellas en las que el hablante expone un hecho afirmativo o negativo, como en (6); interrogativas, que pueden ser de afirmación/negación, como en (7), o informativas;  e imperativas, aquellas que expresan mandatos, como en (8).

| (6) | a-so-ta             | ba-gua    |
|     | 1sg-ir-fut          | ogn-comer |
|     | ‘Voy a comer algo.’ |           |

| (7) | kio-ño               | te  | ere-yukia: | ai |
|     | dem.ps-foc           | int | 2sg-matar  | sí |
|     | ‘¿Mataste esto?: sí’ |     |            |    |

| (8) | e-ju           |
|     | 2sg.imp-hablar |
|     | ‘¡habla!’      |

- Las oraciones complejas yukis pueden ser coordinadas o subordinadas. Las oraciones coordinadas pueden ser, a su vez, yuxtapuestas, conjuntivas, disyuntivas y de exclusión. En cuanto a las oraciones subordinadas, se distinguen tres clases: las cláusulas subordinadas complementarias, relativas y adverbiales.